# Alapınar (Kozan)
Alapınar ist ein Ortsteil (Mahalle) im Landkreis Kozan der türkischen Provinz Adana mit 118 Einwohnern (Stand: Ende 2024). Im Jahr 2011 hatte der Ort 111 Einwohner.